# 张延朗
張延朗（？—937年1月14日），是五代十国后梁、后唐大臣。他在唐末帝李从珂时担任宰相（中书侍郎、同平章事）和三司使（户部、度支、盐铁）。石敬瑭建立后晋，下令把張延朗处死。

## 后梁时代
張延朗生年不详，生于汴州开封县（今河南省开封市）。后梁时代，以租庸吏为鄆州（今山东省泰安市东平县）粮料使。

## 后唐时代

### 唐庄宗时代
923年，后唐庄宗李存勖派大将李嗣源攻克鄆州，李存勖任命李嗣源为天平军节度使（治鄆州）。李嗣源再以張延朗为粮料使。李嗣源在924年转任宣武军节度使（治开封府），925年转任成德节度使（治恒州，今河北省石家庄市正定县），張延朗跟随他，担任元从孔目官。张延朗工于心计，善事权贵。把他的女儿嫁给了安重诲的儿子。

### 唐明宗时代
926年，李存勖在首都洛阳死于兴教门之变。李嗣源监国，任命中门使安重诲为枢密使，镇州别驾张延朗为副使。
监国李嗣源下发教令，谴责租庸使孔谦侵占剥夺，使军民贫困的罪行，将他处死。唐僖宗乾符以后，天下丧乱，国用空乏，始置租庸使，用兵无常，随时调发聚敛，兵罢即止。后梁以租庸使领天下钱财粮食，废户部、度支、盐铁之官。这时撤消了租庸使和内勾司，依照旧例设盐铁、户部、度支三司，委托宰相一人专门管理。李嗣源称帝后，张延朗为庄宅使。927年六月初十日，李嗣源任命宣徽北院使张延朗兼判三司。张延朗改任忠武军节度使（治许州，今河南省许昌市）。928年，李嗣源正准备攻打義武军节度使（治今河北省保定市定州市）王都，下诏宣徽使张延朗和北面各位将领商议讨伐王都。张延朗跟随王晏球讨伐王都，后唐军打败王都和援助王都的辽朝军队。
930年，张延朗为特进、行工部尚書，充当三司使，兼判户部、度支、盐铁。三司使之名自此始。张延朗号为有心计，然无所建树。随后，张延朗改任泰寧军节度使（治兖州，今山东省济宁市兖州区）、雄武军节度使（治秦州，今甘肃省天水市）。

### 唐末帝时代
934年，李嗣源的养子李从珂即位，文州都指挥使成延龜把全州军民投降后蜀。张延朗担任雄武节度使，领兵包围了文州（今甘肃省陇南市文县），阶州刺史郭知琼攻下尖石寨。后蜀李延厚带领果州兵屯扎在当时已被蜀国占领的兴州，派遣先登指挥使范延晖领兵救援文州，张延朗便解除了对文州的包围而归去。十二月初九，李从珂征召雄武节度使张延朗为中書侍郎、同中書門下平章事、判三司。
936年，唐末帝怀疑河東节度使（治所在今山西省太原市）石敬瑭勾结契丹谋乱，与李崧等人商议。李崧和呂琦主张把逃亡后唐的耶律倍送回契丹、用大约值十多万缗的礼物、钱财议和契丹，让他不要帮助石敬瑭。张延朗主管三司，也支持他们的意见：“按学士的策划，不但可以制约河东，也可以节省戍边费用十分之九，计谋没有比这更好的了。如果主上听从了这个意见，只要责成老夫去办理就行了，可以在国家财库之外去搜集，以供其用。”薛文遇认为辽太宗会让唐末帝的女儿嫁给他（或者他的儿子）进行和亲，唐末帝因此改变了看法，从此群臣不敢再提和亲的建议。
唐末帝任命石敬瑭为天平节度使（治今山东省泰安市东平县），任用马军都指挥使、河阳节度使宋审虔为河东节度使。石敬瑭于是反唐，向辽太宗求援。辽太宗发军援助，他们在晉安寨打败了后唐张敬达指挥的军队。唐末帝的儿子雍王李重美愿意代替父亲向北方征讨。唐末帝开始同意。然而,张延朗、劉延朗、刘皇后的兄弟刘延皓都劝末帝亲征，末帝不得已，从洛阳出发。张延朗想解除赵延寿枢要机务，支持卢文纪的提议，让皇帝留在河阳。派赵延寿北上联合父亲盧龍节度使（治今北京市）赵德钧，阻击河东、契丹联军。张延朗建议普遍搜集天下将吏以及民间的马，又发动百姓当兵，每七户出一个征夫，自己准备铠甲兵器，称作“义军”，定期在十一月全部集中，命令陈州刺史郎万金训练他们的战阵知识和技能。结果只得到马二千余匹，征夫五千人，没有多大用处，但民间却因此受到很大骚扰。
随后，张敬达大军面临饥饿，唐将杨光远杀害张敬达，然后投降。唐末帝回到河阳，命令诸将分守南、北城。张延朗请求唐末帝再去滑州，以便同魏博声势相接，唐末帝没能作出决定。石敬瑭被辽国封为后晋皇帝，打败了赵德钧和赵延寿的军队，前往洛阳。唐末帝绝望，与家人纵火自焚，后唐灭亡。石敬瑭随后进入洛阳。

## 死亡
石敬瑭在河东时，受到后唐朝廷的猜忌，张延朗不愿让河东有更多的积蓄，于是把除了应该留供地方使用的财物以外，全部收取上缴，石敬瑭因此怨恨他，十一月二十七日，百官入宫朝见，石敬瑭把张延朗扣押交付御史台究办，其余的都谢恩免究。十一月二十九日，石敬瑭实行大赦：只有张延朗、刘延皓、刘延朗不能宽贷；将中书侍郎、平章事马胤孙、枢密使房、宣徽使李专美、河中节度使韩昭胤等予以除名。他把张延朗斩首，接着选拔三司使，难于有合适人选，石敬瑭很是后悔。

## 延伸阅读
[在维基数据编辑]
 在维基文库阅读此作者作品
 《舊五代史·卷69》，出自薛居正《舊五代史》
 《新五代史·卷26》，出自歐陽修《新五代史》